# Webb Township
Webb Township est un ancien township, situé dans le comté de Reynolds, dans le Missouri, aux États-Unis,.
Le township est fondé en 1845 et baptisé en référence à une famille locale.

### Source de la traduction
- (en) Cet article est partiellement ou en totalité issu de l’article de Wikipédia en anglais intitulé « Webb Township, Reynolds County, Missouri » (voir la liste des auteurs).